# Panoramaweg Werderobst

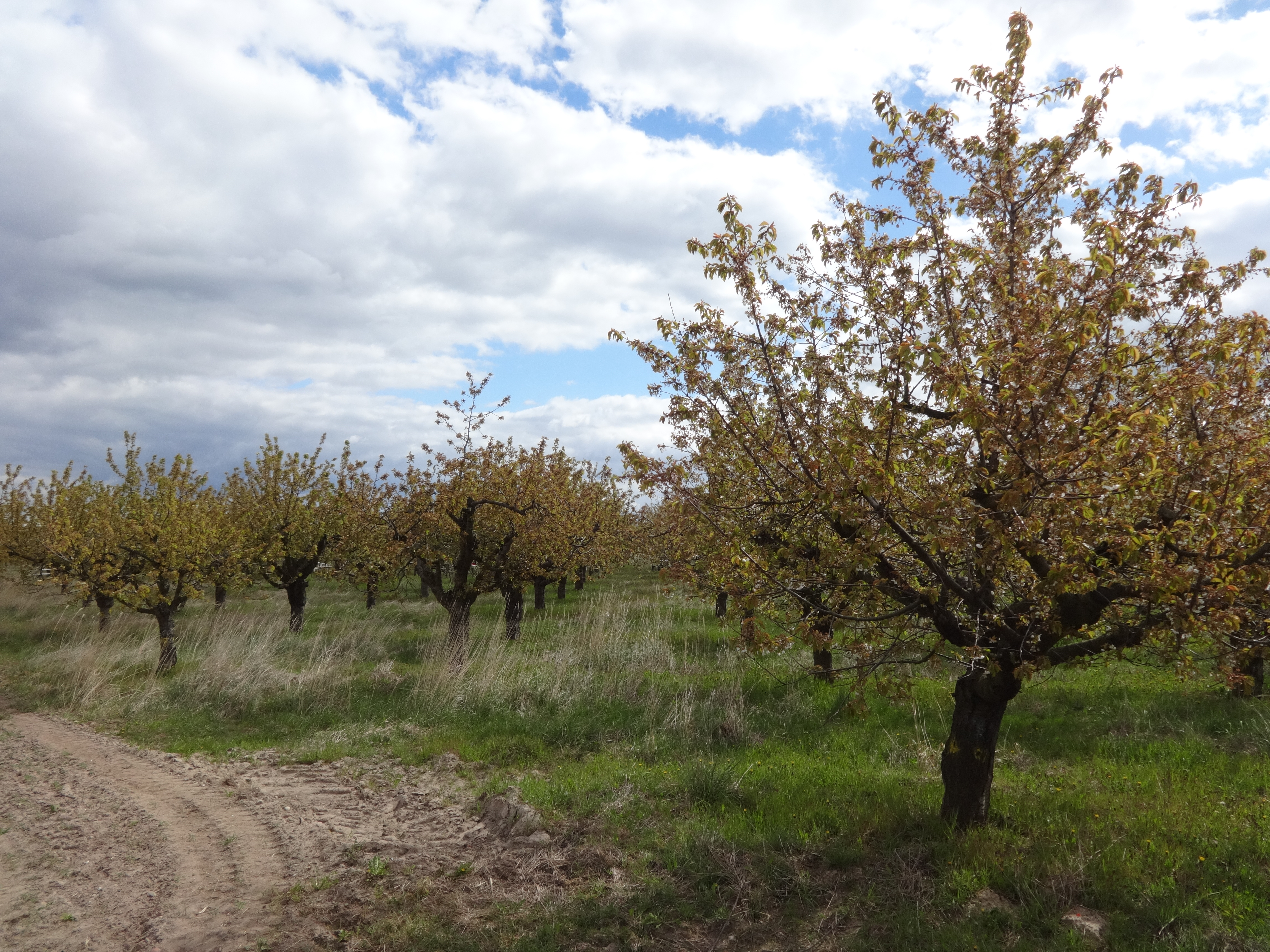
Obstwiese am Panoramaweg

Der Panoramaweg Werderobst ist ein rund 15 km langer Lehrpfad, der die südliche Region der Zauche, einer geologischen Hochfläche rund um die Stadt Werder (Havel) im Landkreis Potsdam-Mittelmark im Land Brandenburg erschließt. Dabei liegt der Schwerpunkt auf dem für die Region bekannten Obstbau.

## Geschichte und Kennzeichnung
Ein erster Abschnitt beginnend in Petzow wurde in den Jahren 2004 bis 2005 errichtet. Der Bau des zweiten Abschnitts verzögerte sich auf Grund mehrerer Verfahren zur Bodenordnung um acht Jahre. Am 18. Dezember 2013 konnte der letzte Abschnitt in Derwitz der Öffentlichkeit übergeben werden. Die Strecke ist mit einem roten Apfel auf dunkelgrünen Hinweistafeln markiert.

## Lage und Verlauf

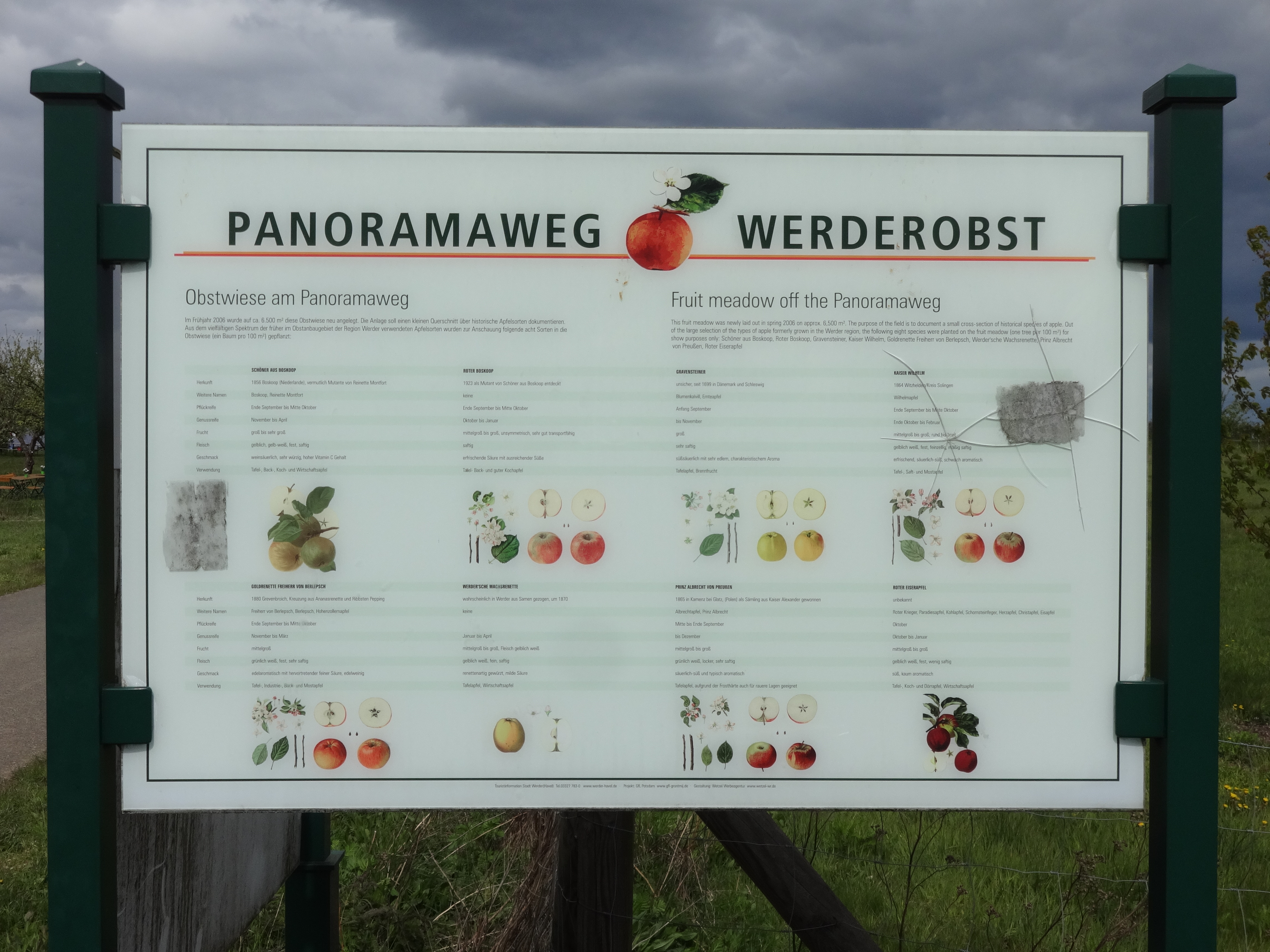
Lehrtafel zur Obstwiese

Der nördliche Einstiegspunkt in den Lehrpfad befindet sich in der Gemeinde Groß Kreutz. Von dort führt der Weg in östlicher Richtung zum Ortsteil Krielow und dort in südlicher Richtung nach Derwitz, einem Ortsteil der Stadt Werder (Havel). Zwischen den beiden Ortsteilen liegt der Windmühlenberg, auf dem seit dem 21.  September 1991 ein Denkmal an Otto Lilienthal erinnert. Er unternahm auf dem östlich gelegenen, im 21. Jahrhundert bewaldeten, Spitzen Berg seine ersten Gleitflüge. Dort steht auch die erste von mehreren Lehrtafeln, die in diesem Fall von Lilienthals Flugversuchen in der Region berichtet.
In Derwitz führt der Weg entlang der Dorfkirche Derwitz sowie dem Lilienthal-Museum, quert anschließend die Bundesstraße 1 sowie die Bundesautobahn 10 und verläuft von dort in südöstlicher Richtung über den Ortsteil Plötzin hinaus auf die Hochfläche. Sie wird vorwiegend für den kommerziellen Obstbau genutzt. Auf einer neu angelegten Obstwiese entlang des Panoramawegs wachsen seit dem Frühjahr 2006 auf rund 6.500 m² insgesamt acht historische Apfelsorten, darunter der Schöne aus Boskoop, der Rote Boskoop und die Goldrenette Freiherr von Berlepsch. Eine Lehrtafel informiert über Gemeinsamkeiten und Unterschiede der Sorten.
Über einen Höhenweg erreicht der Wanderer den Ortsteil Glindow. Dort befindet sich ein Museum, das an die Ziegeleien der Region erinnert. Im weiteren Verlauf durchquert der Weg auch die durch den Tonabbau als Abraumhalden entstandenen Glindower Alpen, die als Naturschutzgebiet ausgewiesen sind.
Am südlichen Punkt des Lehrpfades gelangt der Wanderer nach Petzow, einem weiteren Ortsteil von Werder (Havel). Dort befinden sich zum einen das Schloss Petzow, wie auch die von Karl Friedrich Schinkel errichtete Dorfkirche Petzow. In Petzow zweigt der Weg zwischen dem Glindower See und der Havel nach Norden ab, quert noch einmal die Bundesstraße 1 und endet an der Insel in Werder (Havel). Eine Anbindung an den Havelradweg ist vorhanden.